# Comuna Șevcenka, Prîazovske
Șevcenka (în ucraineană Шевченка) este o comună în raionul Prîazovske, regiunea Zaporijjea, Ucraina, formată din satele Petrivka și Șevcenka (reședința).

## Demografie
Componența lingvistică a comunei Șevcenka
     Ucraineană (69,81%)
     Rusă (28,25%)
     Alte limbi (0,83%)
Conform recensământului din 2001, majoritatea populației comunei Șevcenka era vorbitoare de ucraineană (69,81%), existând în minoritate și vorbitori de rusă (28,25%).